# Nightwatch (Kenny Loggins)
Nightwatch è un album del cantautore statunitense Kenny Loggins, pubblicato dall'etichetta discografica Columbia il 12 luglio 1978.
L'album è prodotto da Bob James. L'interprete è unico autore del brano Somebody Knows e partecipa alla stesura di altri 6 degli 8 rimanenti.
Down in the Boondocks è una cover del brano inciso da Billy Joe Royal nel 1965, mentre What a Fool Believes sarebbe diventato un grande successo alcuni mesi dopo l'incisione di Loggins, nella versione del gruppo The Doobie Brothers.
Dal disco vengono tratti i singoli Whenever I Call You "Friend" e, l'anno seguente, Easy Driver.

## Tracce

### Lato A
1. Nightwatch
2. Easy Driver
3. Down 'n' Dirty
4. Down in the Boondocks

### Lato B
1. Whenever I Call You "Friend" (con Stevie Nicks)
2. Wait a Little While
3. What a Fool Believes
4. Somebody Knows
5. Angelique